# Вече у Украјини
Вече у Украјини (укр. Вечір в Україні) је дело Архипа Куинџија из 1878. године. Делимично је ревидирано 1901. Данас је део колекције Државног руског музеја (инв. Ж–4190).

## Историјат
Дело Вече у Украјини (под насловом Вече) први пут је приказано 1878. године на шестој изложби Удружења путујућих уметничких изложби (Передвижници), заједно са Куинџијевом сликом Шума.
Приказује сеоску кућу осветљену заласком сунца. Композиција подсећа на Куинџијеву ранију слику Украјинска ноћ (1876), осим што мазанка није осветљена месецом већ зрацима залазећег сунца, што је наглашено употребом нијанси јарко гримизне боје. Као и на другим сликама овог периода, посебно је похваљен покушај аутора да разуме и прикаже тајне осветљења, игру светлости и сенке.

## Рецензије
Историчар уметности Владимир Петров је у свом чланку посвећеном сто педесетој годишњици рођења Архипа Куинџија написао:
Страм „разиграности”, он згушњава и генерализује тонове, интензивира „луминозност” својих дела, користећи колористичке и технолошке иновације у име „повезивања” гледаоца са стварним животом светлости. Такве Куинџијеве тежње су веома јасно отелотворене у слици „Вече у Украјини” (1878, делимично прерађена 1901, Државни руски музеј), на којој је уметник приказао беле колибе и воћњаке трешњи на падини сликовитог брда јарко осветљеног гримизном светлошћу заласка сунца.
У чланку о делу Архипа Куинџија, историчар уметности Виталиј Манин је приметио:
„Вече у Украјини” је готово најиндикативнији за Куинџијев стваралачки метод. Боја даје слици зачарану непокретност, изванредан мир – као да је натприродан. Куинџијев декоративизам се овде манифестовао огољено. Да би нагласио ефекат јаког осветљења и исцрпљеног смрзавања ваздушне атмосфере, уметник је одустао од детаља, што би у Шишкиновом методу, супротно Куинџијевом методу, било кључ за откривање суштине теме. Групе дрвећа су генерализоване у тешке масе. Боја је толико згуснута да делује као тамна, промајна маса.